# Hårspidset bryum
Hårspidset bryum (Bryum capillare) er et meget almindeligt mos i Danmark på trærødder og sten, oftest i skov. Det videnskabelige navn capillare kommer af latin capillus 'hår'.